# Proteïnes amfitròpiques
Les proteïnes amfitròpiques són un tipus de proteïnes que presenten diferents localitzacions dins del medi cel·lular, ja que es troben unides de forma reversible a les membranes (sigui la membrana plasmàtica o les membranes dels múltiples compartiments cel·lulars). Per tant, poden ésser ubicades al citosol, a les membranes, o bé en ambdós llocs. Aquesta associació entre proteïna-membrana està regulada per un seguit de processos, com és el cas de la palmitoilació reversible. Aquest fet es pot correlacionar amb la fosforilació, l'acilació o l'enllaç a un lligand, perquè es tracta de mecanismes que donen lloc a un canvi conformacional en la proteïna, tot generant l'exposició d'un lloc que anteriorment era inaccessible. Generalment, les proteïnes que s'encarreguen de la transducció de senyals són regulades per "amphitropism". Cal tenir en compte que existeixen dos mecanismes mitjançant els quals el lloc d'enllaç amb la membrana modula la funció de la proteïna: la localització amb el substrat, activador (altrament denominat en anglès "downstream target"), i l'activació de la proteïna mitjançant un interruptor conformacional.
Així mateix, l'afinitat per les membranes pot néixer, des d'un punt de vista bioquímic, per dos motius: d'una banda, gràcies a la interacció no covalent de la proteïna amb una proteïna de membrana o un lípid o, d'altra banda, a partir de la presència d'un o d'altres lípids enganxats covalentment a la proteïna amfitròpica.
A tall d'exemple, són proteïnes amfitròpiques, és a dir, s'uneixen de forma feble a la membrana, la qual cosa determina la seva funcionalitat, les següents proteïnes: la SRC cinasa, el factor d'intercanvi de nucleòtids Ras-guanina, la citidililtransferasa, la proteïna DnaA, la fosfolipasa C i moltes de les proteïnes citoesquelètiques, com la proteïna-cinasa C i la vinculina.

## Classificació de les proteïnes amfitròpiques
Les proteïnes amfitròpiques són aquelles proteïnes que s'uneixen feblement a les membranes lipídiques de les cèl·lules i que interactuen amb elles, amb la capacitat de revertir-se. En funció de com sigui aquesta interacció entre les proteïnes i la bicapa lipídica de la membrana cel·lular, la seva funció es veurà afectada. Hi trobem tres tipus d'interaccions amb els lípids de la membrana:
| Tipus d'interacció               | Descripció | Il·lustració |
| Pinces lipídiques (lipid clamps) | Aquestes proteïnes posseeixen unes estructures específiques que, com el seu propi nom indica, tenen forma de pinça. Gràcies a aquestes, els monòmers dels lípids que es troben conformant la bicapa lipídica poden interaccionar amb la proteïna en qüestió. |              |
| Àncores de lípids covalents      | Les proteïnes d'aquest grup fan servir enllaços covalents per poder associar-se als lípids que conformen la membrana. Aquest tipus de proteïnes amfipàtiques són molt abundants. Com a exemple destacable d'aquest tipus de proteïna, es troben les proteïnes Ras GTPase, les quals regulen processos de transmissió de senyals a les cèl·lules. Actualment, la desregulació i les mutacions que es donen en aquestes proteïnes Ras, es creuen que poden anar associades a la formació de tumors, ja que aquestes indueixen l'activació dels gens involucrats en el creixement cel·lular i per això, una senyalització constant no intencionada pot acabar en càncer. |              |
| Hèlixs amfipàtiques              | Per poder unir-se a la membrana es divideixen de manera que la part hidròfoba apolar no estigui en contacte amb l'aigua, mentre que la part polar sí. La citidiltransferasa (CT) i el factor VIII de coagulació sanguínia són exemples d'aquest tipus de proteïna amb hèlix amfipàtica. |              |

Aquestes proteïnes amfitròpiques també poden ser classificades en dos grans grups, depenent de si la seva interacció amb els lípids de membrana és de tipus covalent o no covalent. Com a exemple de proteïna amb modificació covalent, trobem la vinculina, una proteïna de membrana-citoesquelet que modifica covalentment els àcids grassos palmític i mirístic, i serveix per ancorar molècules d'integrina a l'esquelet d'actina. En aquestes interaccions covalents, solen participar àcids grassos de cadena llarga. L'altre gran grup estaria format per aquelles proteïnes que interaccionen amb els lípids de membrana mitjançant modificacions no covalents, com per exemple, la proteïna gelsolina que interactua amb el lípid PIP2.

## Mecanisme d'unió i activació de les proteïnes amfitròpiques
La majoria de proteïnes amfitròpiques s'uneixen a les membranes seguint un procés de dos passos. El primer pas serveix per localitzar la proteïna a la superfície i consisteix en interaccions electroestàtiques: la proteïna s'adhereix electroestàticament a la superfície de la membrana i es formen ponts d'hidrogen entre les cadenes laterals d'aminoàcids i els grups polars dels fosfolípids. El segon pas és la inserció a la bicapa, que es basa en la intercalació de la proteïna a la membrana per interaccions hidrofòbiques, de manera que la proteïna pot penetrar fins a la regió d'hidrocarburs dels fosfolípids. La reacció d'unió és molt ràpida, pràcticament sense retard entre l'adhesió i la intercalació. La profunditat de penetració de la proteïna depèn sobretot de la flexibilitat d'aquesta, la fluïdesa de la membrana i el nombre de ponts d'hidrogen que estabilitzen la proteïna en una posició superficial. D'aquesta manera, una bicapa fluida i poc empaquetada permetrà un fàcil allotjament de la proteïna a la membrana; mentre que si la bicapa està plena de fosfolípids, s'haurà d'invertir energia per poder desplaçar les molècules, permetent així la unió de la proteïna. Darrerament, si s'estableixen suficients ponts d'hidrogen entre la proteïna i els lípids, aquesta podria quedar unida a la membrana de manera superficial.
Hi ha dos resultats possibles de la unió regulada d'una proteïna amfitròpica a una membrana cel·lular. D'una banda, aquest esdeveniment d'unió pot induir la funció directament apropant la proteïna al seu substrat, que es troba lligat a la membrana. Alguns exemples serien determinades fosfolipases intracel·lulars i cinases de la família Src. D'altra banda, és probable que la unió a la membrana de moltes de les proteïnes amfitròpiques que contenen el domini PH serveixi principalment per localitzar-les amb altres components de les xarxes de senyalització. No obstant això, a més del procés de localització, el procés d'unió mitjançant pinces lipídiques o hèlixs amfipàtiques també resulta en l'activació de la proteïna translocada induint un canvi conformacional. Aquest canvi consisteix en el desplaçament d'un domini autoinhibidor, de manera que el pseudosubstrat és alliberat del lloc actiu permetent així l'activació de la proteïna.

## Exemples

### Actina

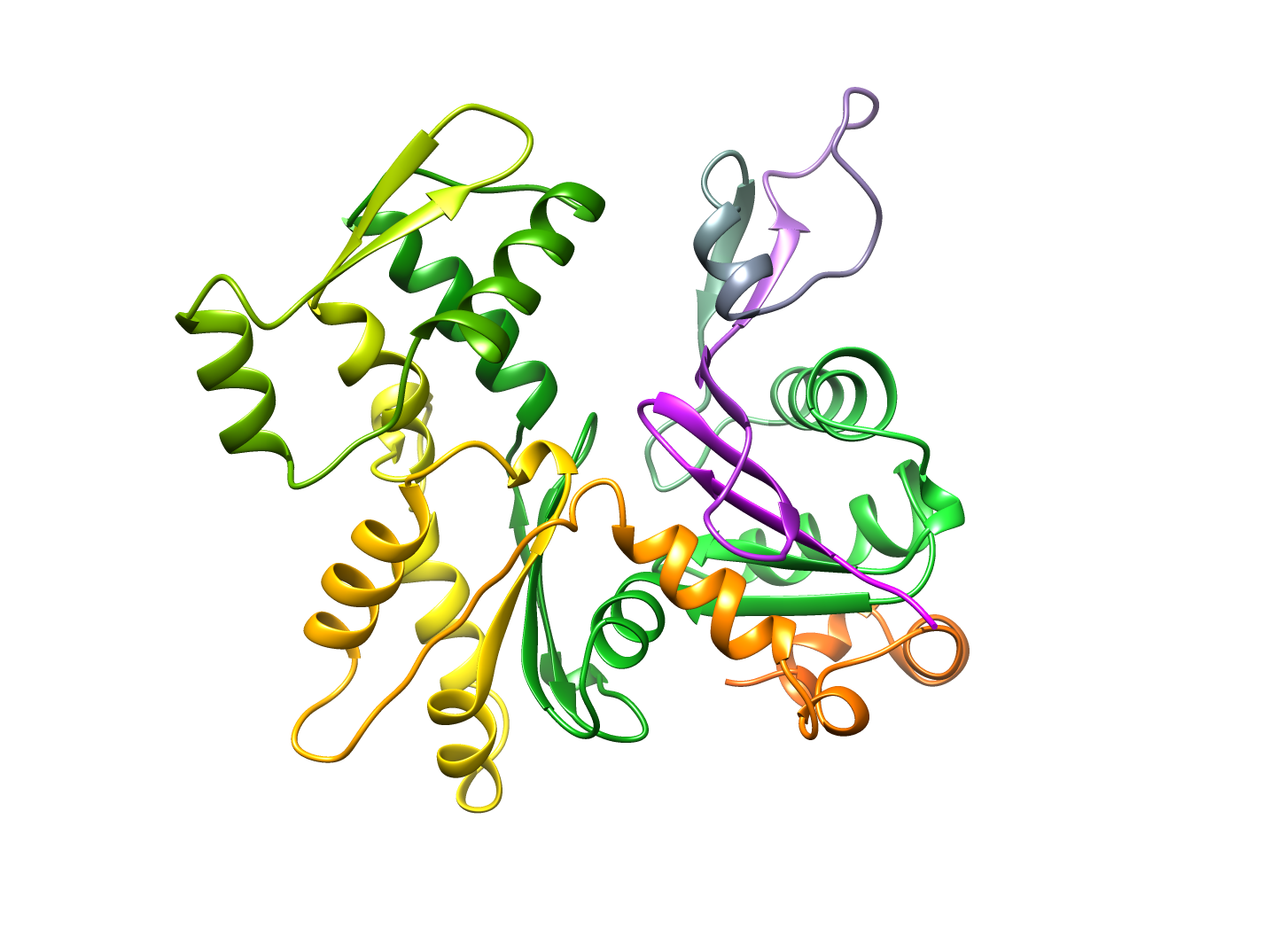
Modelització tridimensional de la proteïna actina.

L'actina és un exemple de proteïna amfitròpica. Segons la seva forma, es pot parlar d'actina G, si està lliure en el citosol, i d'actina F, en cas que la G s'hagi polimeritzat en microfilaments. És una proteïna globular que es troba en la monocapa citosòlica de la membrana plasmàtica i participa en mitosi, fagocitosi i moviment de diferents compartiments, entre altres processos cel·lulars. Consegüentment, per realitzar la seva funció, ha d'interaccionar amb els lípids de la bicapa lipídica.
Sempre s'havia pensat que l'actina interaccionava amb la membrana plasmàtica mitjançant altres proteïnes intermediàries conegudes com a proteïnes d'unió a l'actina, com són la vinculina, la talina, la ponticulina… No obstant això, a finals del s. XX, es va descobrir que aquesta unió també pot ser directa. Segons els estudis, perquè aquest vincle es doni, és imprescindible una concentració mínima (en mM) de cations bivalents, com Ca2+ o Mg2+. Per altra banda, s'ha vist que si hi ha un excés d'ions monovalents en el citoplasma, aquesta interacció queda inhibida. Per tant, es tracta d'un procés reversible. Cal tenir en compte que aquesta reacció només pot ocórrer en l'actina F, ja que la forma G es polimeritza en presència dels ions en qüestió. Aquesta unió provoca un canvi conformacional en la proteïna muscular: hi ha un increment de determinades estructures secundàries, com làmines β i girs, i un augment d'interaccions moleculars. A més, està demostrat que el Ca2+ té tendència a unir-se als grups fosfats dels fosfolípids dipalmitoilfosatidilcolina (DPPC) de la bicapa, de tal manera que té lloc una neutralització de les càrregues. Com a conseqüència, en presència de cations bivalents, la membrana plasmàtica es torna positiva i pot interaccionar amb les càrregues negatives de l'actina mitjançant interaccions electroestàtiques. Com que la superfície de l'actina és molt més gran que la d'un lípid, es creu que la interacció només es pot donar simultàniament amb pocs fosfolípids.

### Beta(2)-glicoproteïna I (β2GPI)oApolipoproteïna H (Apo-H)

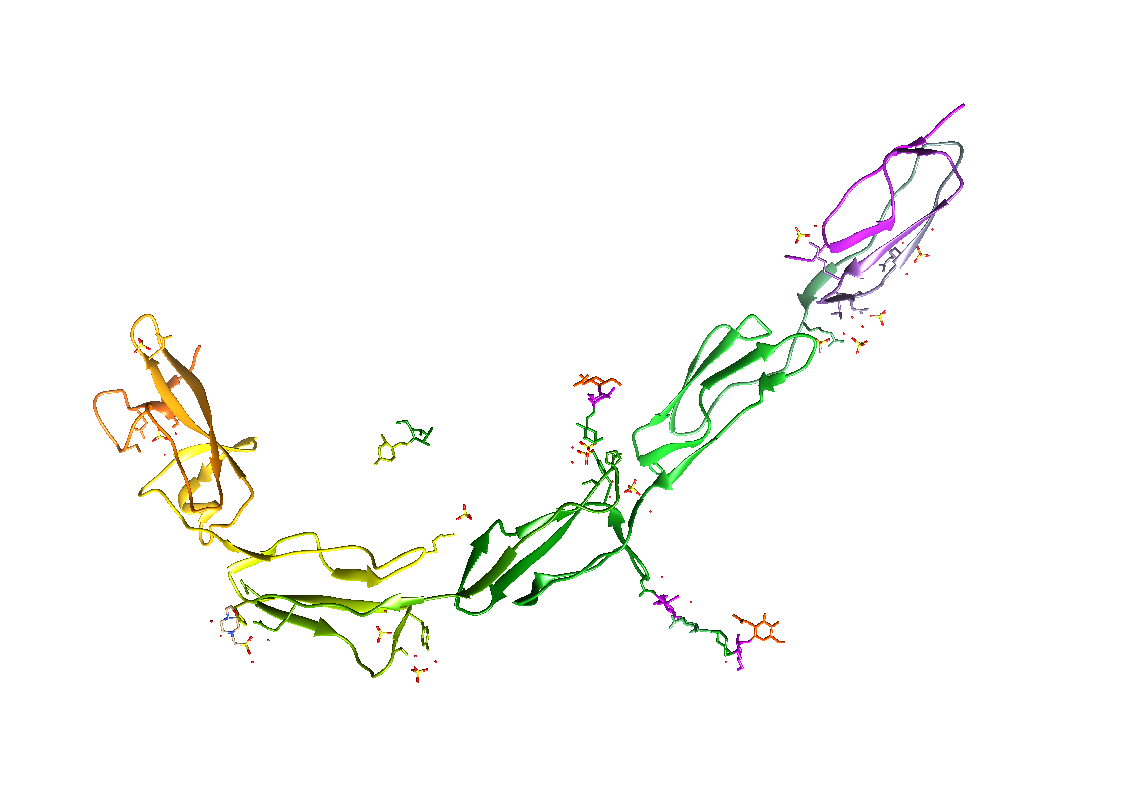
Conformació tridimensional de la proteïna β2GPI en forma de J.

La β2-glicoproteïna I (β2GPI) és una proteïna plasmàtica que se sintetitza bàsicament al fetge. Segons les condicions del medi cel·lular, la seva estructura pot ser oberta (en forma d'una J o d'un ham) o bé tancada (cíclica). Consta de 5 dominis. Per una banda, els 4 primers dominis (D1-DIV) són regulars, repetitius i curts i funcionen com a complements de control proteic (CCP). Per l'altra banda, el cinquè (DV) té una configuració totalment diferent de la resta, fet que també determina que tingui una funció distinta. La peculiaritat d'aquest últim polipèptid és que és molt ric en residus de lisina (Lys), la qual és un aminoàcid amb una cadena radical polar i, a més a més, carregat positivament (bàsic). Gràcies a això, si la membrana plasmàtica d'una cèl·lula conté fosfolípids acídics, l'apolipoproteïna H pot interaccionar amb ella mitjançant una forta interacció electroestàtica que s'estableix entre les càrregues positives de les lisines i les negatives dels fosfolípids aniònics. Consegüentment, a causa d'aquest tipus d'unió a la bicapa lipídica, la β2GPI és un exemple de les interaccions d'hèlixs amfipàtiques.
Estudis han demostrat que, fins ara (2020), la β2GPI és l'única proteïna que es coneix amb un triple paper essencial, concretament, en l'hemostàsia, l'homeòstasi i la resposta immune. Per afegir, és un autoantigen de la síndrome antifosfolípid (SAF o antiphospholipid syndrome, APS), una malaltia causada per un desordre autoimmune que pot provocar trombosi i morbiditat obstètrica. De fet, s'ha observat que aquesta glicoproteïna és un inhibidor natural de la coagulació i de l'agregació placentària.